# Дешавања на Цетињу 2020.
Дешавања на Цетињу 2020. године, колоквијални је и публицистички назив за скуп друштвених догађаја и процеса на Цетињу и у вези са Цетињем а који се повезују са усвајањем закона о слободи вјероисповести у Црној Гори у јануару 2020. године. Уочи гласања о закону и његовог усвајања, у Црној Гори је дошло до масовног противљења верујућег народа у већини градова. У складу са законом дозвољеним средствима народ је изразио своје неотуђиво и природно право на неслагање и протест. Сва ова збивања довела су до политичких потреса мањег интензитета у Црној Гори, као и одређених политичких варница у комуникацији између представника државне власти у Црној Гори и Србији.

## Блокаде саобраћајних комуникација
Народ је своје незадовољство изразио још 26. децембра 2019. године - најпре, спонтаним окупљањем и блокадом појединих саобраћајних и путних комуникација. Овакве блокаде биле су забележене у већини општина (Беране, Ђурђевића Тара, Грнчар,Зета..) али не и на Цетињу где је ситуација била мирна.

## Бадњи дан у Цетињском манастиру
Православни верници обележили су Бадњи дан традиционалним уношењем и паљењем бадњака, литургијама у храмовима...пред најрадоснији хришћански празник Божић. У Црној Гори Бадњи дан је прослављен у тренутку подигнутих тензија и подела због усвајања спорног Закона о слободи вероисповести.
На Цетињу су уз појачане безбедносне мере, налагани бадњаци Митрополије црногорско-приморске и неканонске Црногорске православне цркве.
Представници Митрополије су Бадњак налагали испред Цетињског манастира у присуству великог броја грађана и верника, међу којима су били амбасадор Србије у Црној Гори Владимир Божовић и бизнисмен Миодраг Дака Давидовић.
Јаке полицијске снаге постављене су између две групе верника.

## Литије градским улицама
На позив свештенства СПЦ служени су молебани за одбрану и спас светиња а у многим су насељима формирани одбори за очување светиња. Литије су ишле градским улицама а народ се у неверноватно великом броју одазвао позивима својих духовних отаца. Литије и протестни скупови имали су карактер мирних и достојанствених скупова на којима је осим службе и молитве исказана подршка народу у Црној Гори и светињама.
Литије нису одржане у Петњици, Тузима и на Цетињу.

## Литија и молебан на Цетињу
Митрополија црногорско-приморска издаје саопштење да ће ипак бити литије - у четвртак 23. јануара 2020. године служиће се молебан Пресветој Богородици у Цетињском манастиру. Молебан ће, како је предвиђено, почети у 17 часова, након чега ће кренути литија за одбрану светиња.
Медиј ИН4С преноси да је одмах након саопштења фејсбук страница "Crnogorski nacionalisti/Црногорски националисти" позвала на контра-скуп молитвеном ходу и оправданој тежњи православног народа. Наводи се да је овај позив био праћен доста негативним коментарима и увредама на рачун верујућег народа.

## Контра-скуп на Цетињу
На Цетињу је у подне 22. јануара ипак почела шетња оних који се противе литији и молебану СПЦ са циљем да поруче верницима Митрополије црногорско -приморске да „На Цетиње нема шетње“, као што су дан пре и најавили. Окупљени су певали, као што се и од њих очекивало, комитске песме и величали једног од вођа Божићне побине из јануара 1919, Крста Зрновог Поповића, уз поклич који се усталио 2016 – „E viva Montenegro“.

## Отказивање литије на Цетињу
Након негативних порука и атмосфере тензија Митрополија отказује заказану литију мада се наводи да ће се Молебан одржати у Цетињском манастиру, како је и било најављено, али Литијe до Ћипура неће бити, јер Митрополија показује добру вољу ради добробити свих грађана Цетиња и Црне Горе и уважава сугестију Управе Полиције, која је умолила Митрополију да се од Литије уздржи у овом тренутку.
Аргументација Полиције је била да су у поседу поузданих информација да би у току Литије могло доћи до озбиљног нарушавања реда и мира, те да би за њено одржавање морале бити ангажоване бројне полицијске снаге.

## Молебан на Цетињу и поруке СПЦ
У Цетињском манастиру је служен молебан, док се на неколико стотина метара окупила група грађана чији су представници саопштили да су дошли како би се увјерили да неће бити литије на Цетињу. У емотивном говору ректор Цетињске богословије Гојко Перовић позвао их је на братско помирење уз поруку: „Нема нама молитве без њих нити нама молитве без нас.“
„Молимо нашу браћу која су јуче ишла другим улицама да дођу овдје да се помоле заједно са нама, јер нема нама молитве без њих. Молим се Богу да прва литија која буде кренула цетињским улицама из Цетињског манастира буде заједно са њима. Да идемо и да се помолимо Богу заједнички, јер нема нама молитве без њих нити има њима Црне Горе без нас. И када овдје кажемо да се молимо за непријатеље, не мислимо на њих, већ на оне који нам добро не мисле из других великих држава и који нас хушкају једни на друге. Када кажемо непријатељи, не мислимо на нашу браћу, рођаке, кумове са којима смо се јутрос љубили и поздрављали“, казао је Перовић.